# AK81
AK81 er en gadebande i Danmark. Det er en støttebande (også kendt som marionetklub af de retshåndhævende myndigheder) til Hells Angels, men medlemmerne er ikke forpligtet til at eje en motorcykel. Derfor rekrutterede de meget hurtigere end Hells Angels i Danmark.
AK81 er en forkortelse, hvor AK står for "altid klar" og 81 for Hells Angels initialer, det 8. bogstav i alfabetet (H) og 1. bogstav i alfabetet (A). Banden blev dannet i 2007 for at bekæmpe Den Internationale Klub og andre indvandrergadebander i kampen om det lukrative hashmarked. Dette betyder at det hovedsageligt fungerer som muskelkraft for Hells Angels. Politiet vurderer at de har omkring 300 medlemmer.
Den 14. august 2008 blev den 19 år gamle kurder Osman Nuri Dogan skudt og dræbt af AK81-medlemmer i Tingbjerg.  Senere samme år, den 8. oktober, opstod der en skudepisode mellem AK81-medlemmer og en gruppe af indvandrere på Nørrebro, København, hvor en person blev såret. Et medlem af AK81 begyndte at skyde mod en gruppe af indvandrerbandemedlemmer, der gik i dækning, før de ringede efter assistance, der ankom bevæbnet med geværer. Den næste dag blev AK81-medlemmer angrebet af indvandrerbander i Odense, hvilket førte til at politiet anholdt fjorten personer. Volden har også spredt sig til gaderne og ind i fængslerne. I august 2009 udbrød der et masseslagsmål mellem Hells Angels og indvandrerbander i Vridsløselille Statsfængsel. Og den 12. august 2009 blev tre personer tilknyttet AK81 og Hells Angels dømt for at have angrebet to indvandrere i en klub i Hellerup i april samme år.